# Skorodne
Skorodne (în ucraineană Скородне, transliterat: Skorodne), denumit în perioada 1977–1981 Ostra (în ucraineană Остра), este un sat din sud-estul Poloniei, situat în comuna Lutowiska, powiatul Bieszczady, voievodatul Subcarpatia, la granița cu Ucraina. El se află la aproximativ 6 kilometri (4 mi) nord-vest de Lutowiska, la 18 km (11 mi) sud de orașul Ustrzyki Dolne și la 96 km (60 mi) sud-est de capitala regională Rzeszów. Localitatea este astăzi practic depopulată.

## Istoric
Satul s-a aflat în epoca medievală în proprietatea familiei nobiliare poloneze Kmita, iar moșia sa a fost lucrată începând din 1580 de iobagi înrobiți prin legislația Ius valachicum. Până în 1772 Skorodne a făcut parte din Ținutul Przemyśl al Voievodatului Rutean al Coroanei Regatului Poloniei.
În perioada 1772-1918 satul a făcut parte din Regatul Galiției și Lodomeriei al Imperiului Austriac și apoi al Austro-Ungariei. Teritoriul satului s-a aflat la mijlocul secolului al XIX-lea în proprietatea Emiliei Terlecks. În 1889, când se afla în componența powiatului Lesko, satul avea 109 case și 708 de locuitori, printre care 627 de greco-catolici, 12 romano-catolici, 7 protestanți și 62 de evrei.
În anul 1919 satul Skorodne a fost încorporat Poloniei, fiind inclus în powiatul Lesko al voievodatului Liov și făcând parte începând din 1934 din comuna Lutowiska. În 1937 au început să se realizeze în sat foraje pentru descoperirea unor zăcăminte de petrol sau de gaze naturale. La 1 ianuarie 1939 satul avea 1.350 de locuitori, dintre care 1.190 de ucraineni greco-catolici, 30 de ucraineni romano-catolici și 130 de evrei. Satul a fost ocupat în 1939 de Armata Sovietică și a făcut parte în anii 1940-1951 din raionul Nijnie Ustriki al regiunii Drohobîci, fiind cedat Poloniei în 1951 în urma unui schimb de teritorii între Polonia și URSS. În urma acestui acord politic întreaga populație ucraineană a satului a fost evacuată forțat în regiunea Mîkolaiiv a RSS Ucrainene.
Satul a fost depopulat, iar clădirile rămase au început să se ruineze. Două căsuțe au fost mutate la Muzeul de Arhitectură Populară din Sanok, unde pot fi văzute și în prezent. În 1970 a fost înființat la Skorodne un centru de lucru al deținuților, care a funcționat până în 1978, după care clădirile au fost preluate de PGR și mai târziu de Igloopol.
În perioada 1975-1998 satul a aparținut din punct de vedere administrativ voievodatului Krosno. Satul a fost redenumit Ostra în perioada 1977-1981 în perioada campaniei de polonizare a denumirilor ucrainene ale localităților din sud-estul Poloniei.

## Demografie
Skorodne avea în 1921 o populație de 911 persoane (în 158 case), împărțită din punct de vedere al religiei astfel:
- - 785 de locuitori greco-catolici,
  - 93 de locuitori mozaici și
  - 33 de locuitori romano-catolici.

Populația localității a scăzut mult, ajungând la 33 de locuitori în 1991 și la 47 de locuitori în 2004. Localitatea este practic depopulată.

## Biserica
În 1838 a fost construită o biserică de lemn cu hramul „Sfânta Paraschevi”, care, în calitate de biserică parohială, s-a aflat în jurisdicția Protopopiatului Zatwarnica (din 1924 - Protopopiatul Lutowiska) al Eparhiei de Przemyśl a Bisericii Greco-Catolică Ucrainene. Biserica a fost folosită ca depozit după cel de-al Doilea Război Mondial, s-a deteriorat treptat și a fost demolată în 1972, iar materialele obținute au fost folosite la construcția unui grajd. În locul bisericii se mai află astăzi doar o cruce de metal.
Cimitirul parohial a fost folosit după război ca pășune și a fost devastat și ras de pe fața pământului în anii 1970 și 1980. Au mai rămas doar două morminte și patru pietre funerare.